# 密叶龙胆
密叶龙胆（学名：Gentiana confertifolia）是龙胆科龙胆属的植物，为中国的特有植物。分布于中国大陆的云南等地，生长于海拔3,000米至3,400米的地区，多生长在山坡，目前尚未由人工引种栽培。